# Ellen Alpsten

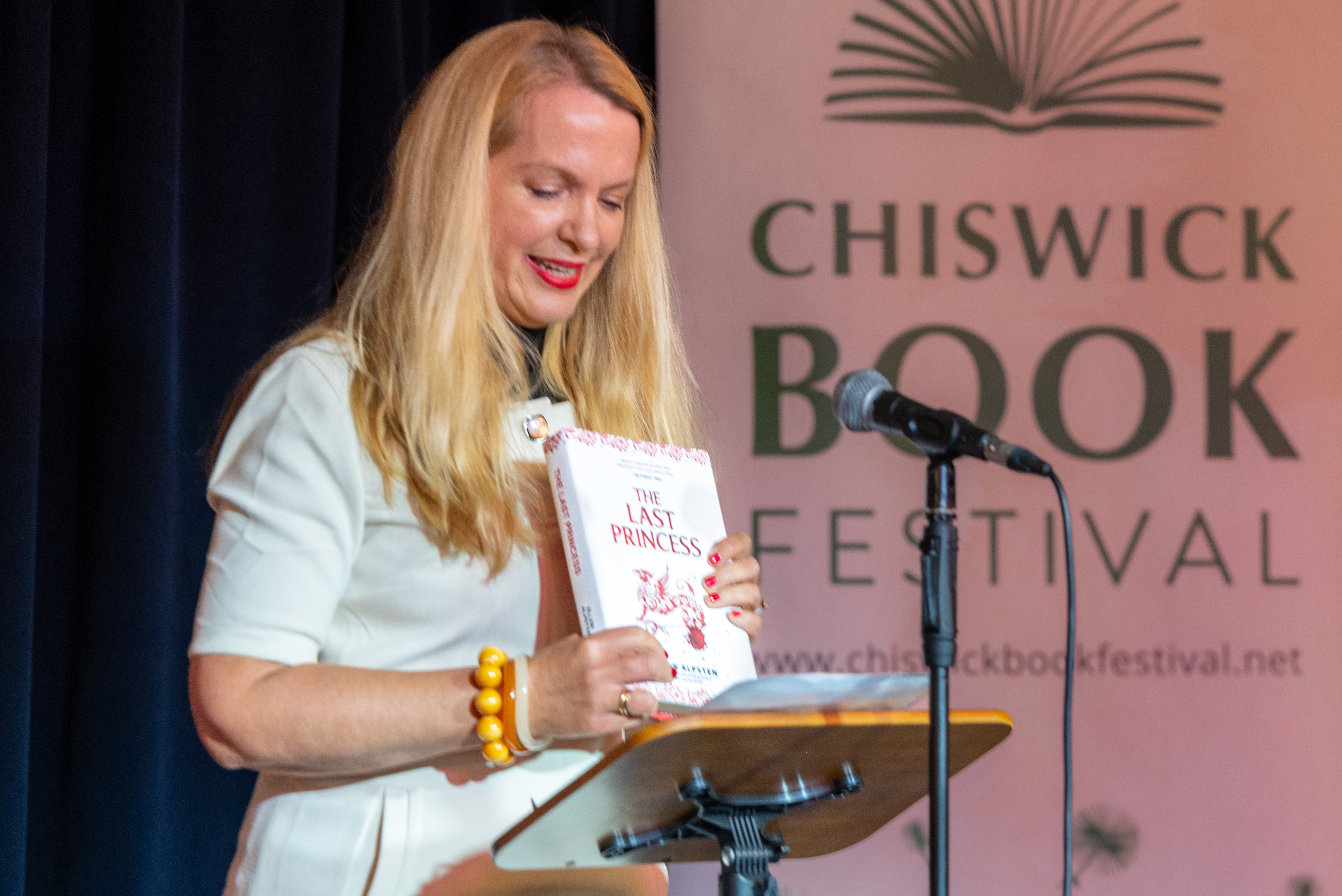
Ellen Alpsten (2024)

Ellen Alpsten (* 1971 in Kitale, Kenia) ist eine deutsche Journalistin und Schriftstellerin.

## Leben
Ellen Alpsten wurde 1971 in Kenia als Tochter eines Tierarztes und einer Lehrerin geboren und ist Enkelin der westpreußischen Schriftstellerin Edda Schultze (geb. Stadie, Nachfahrin des westpreußischen Historikers Bernhard Stadié). Nach der Rückkehr der Familie nach Deutschland machte Alpsten 1991 in Augsburg Abitur, studierte erst in Köln, später in Paris, Jura, Politik, Philosophie und Wirtschaft.
Heute lebt und arbeitet Ellen Alpsten mit ihrem Mann und drei Söhnen in London, wo sie als Wirtschaftsredakteurin und Moderatorin für N24 tätig ist (vorher war sie beim Wirtschaftssender Bloomberg TV). Als sie 1998 den Kurzgeschichten-Wettbewerb der Grande École mit ihrer Novelle Meeting Mr. Gandhi gewann, schrieb sie weiter.
Nach einem ersten Romanversuch machte sich die Journalistin an die Recherche zu einem weiteren Roman, einen Stoff aufgreifend, der sie seit ihrer Mädchenjahre fasziniert hatte. Damals war ihr eine Abhandlung zu Katharina I., der russischen Zarin, in die Hände gefallen. Die Recherchen zum Schicksal und Leben der Monarchin mündeten in ihr Romandebüt Die Zarin, das ein großer Publikumserfolg war und in mehrere Sprachen übersetzt wurde.
Seit 2004 arbeitet Ellen Alpsten als freie Schriftstellerin und Journalistin, u. a. für die Frankfurter Allgemeine Zeitung, Spiegel Online, die deutsche Vogue, das Magazin Cicero und mehrere britische Publikationen wie Vantage und das politisch-kulturelle Magazin Standpoint.

## Werke
- Die Zarin, 2002
- Die Lilien von Frankreich, 2005
- Schattental (unter dem Pseudonym Isabell Frank)
- Die Quellen der Sehnsucht, 2008
- Die Schwestern der roten Sonne, 2009
- Die Löwin von Kilima, 2010, Heyne, ISBN 978-3-453-40753-4
- Eine Liebe in Paris, 2011, Coppenrath
- Weiße Schuld, 2011, Heyne
- Halva, meine Süße, 2012, Coppenrath
- Vincelot und der Feuerdrache, 2012, Coppenrath
- Sommernachtszauber, 2013, Coppenrath
- Vincelot und der schwarze Ritter, 2013, Coppenrath
- Colours of Africa, 2014, Coppenrath
- Vincelot und der Geist von Drachenfels, 2014, Coppenrath
- Heute trägt der Himmel Seide, 2015, Coppenrath
- Vincelot und das geheime Burgverlies, 2015, Coppenrath
- Ritter Vincelot – der Raub des Sonnenamuletts, 2016, Coppenrath
- Auf den Spuren von William Shakespeare: Seine Leben, seine Dramen, mit Helene Sandberg. Knesebeck, München 2016, ISBN 978-3-868-73928-2
- Die Tochter der Zarin. Heyne, München 2022, ISBN 978-3-453-42358-9